# Hello Monsters World Tour
Hello Monsters World Tour là chuyến lưu diễn hòa nhạc toàn cầu đầu tiên của nhóm nhạc nữ Hàn Quốc Babymonster. Chuyến lưu diễn bắt đầu vào ngày 25, 26 tháng 1 năm 2025 tại KSPO Dome ở Hàn Quốc và hiện kéo dài 29 ngày trên khắp Châu Á và Bắc Mỹ

## Bối cảnh
Vào ngày 18 tháng 11 năm 2024, YG Entertainment thông báo rằng Babymonster sẽ bắt đầu chuyến lưu diễn vòng quanh thế giới mang tên "Hello Monsters" vào tháng 1 năm sau, với các buổi biểu diễn dự kiến diễn ra trên khắp Châu Á và Hoa Kỳ.
Vào ngày 6 tháng 1, Babymonster đã thông báo bốn ngày ở Singapore vào ngày 17 tháng 5, Hong Kong vào ngày 24 tháng 5 và Bangkok vào ngày 7 và 8 tháng 6. Vào ngày 13 tháng 1, Babymonster tiết lộ thêm hai ngày nữa ở Thành phố Hồ Chí Minh vào ngày 31 tháng 5 và Jakarta vào ngày 14 tháng 6. Vào ngày 20 tháng 1, Babymonster đã tiết lộ thêm hai ngày nữa ở Kuala Lumpur vào ngày 21 tháng 6 và Đài Bắc vào ngày 28 tháng 6.
Vào ngày 3 tháng 3, một chặng lưu diễn bổ sung trên khắp Bắc Mỹ đã được công bố.

## Danh sách bài hát
Act 1

Drip Intro

1. "Drip"

2. "Batter Up"

3. "Clik Clak"

4. "Like That

5. "Sheesh"

Act 2 – Solos

Interlude II

6. "Someone You Loved" (Lewis Capaldi cover) (Rora solo)

7. "What Other People Say" (Demi Lovato cover) (Pharita solo)

8. "Pick Up Your Feelings" (Jazmine Sullivan cover) (Rami solo)

9. "Godzilla" (Eminem cover) (Asa solo)

10. "Gwola" (Honey Cocaine  cover) (Ruka solo)

11. "Woke Up in Tokyo" (Ruka & Asa duet)

12. "Traitor" (Olivia Rodrigo cover) (Chiquita solo)

13. "Dangerously" (Charlie Puth cover) (Ahyeon solo)

Act 3

Interlude III

14. "Love, Maybe" 

15. "Dream"

Act 4

16. "Billionaire" 

17. "Really Like You" 

18. "Clap Your Hands" + "Go Away" (2NE1 cover)

19. "Forever" 

20. "Love in My Heart" 

Encore

21. "Sheesh" (remix)

22. "Batter Up" (remix)

23. "Drip" (remix)

24. "Love in My Heart" (remix)

Act 1

Drip Intro

1. "Drip"

2. "Batter Up"

3. "Clik Clak"

4. "Like That

5. "Sheesh"

Act 2 – Solos

Interlude II

6. "Someone You Loved" (Lewis Capaldi cover) (Rora solo)

7. "What Other People Say" (Demi Lovato cover) (Pharita solo)

8. "Godzilla" (Eminem cover) (Asa solo)

9. "Gwola" (Honey Cocaine  cover) (Ruka solo)

10. "Woke Up in Tokyo" (Ruka & Asa duet)

11. "Traitor" (Olivia Rodrigo cover) (Chiquita solo)

12. "Dangerously" (Charlie Puth cover) (Ahyeon solo)

Act 3

Interlude III

13. "Love, Maybe" 

14. "Dream"

Act 4

15. "Billionaire" 

16. "Really Like You" 

17. "Kill This Love" + "As If It's Your Last" (Blackpink cover)

18. "Forever" 

19. "Love in My Heart" 

Encore

20. "Sheesh" (remix)

21. "Batter Up" (remix)

22. "Drip" (remix)

23. "Love in My Heart" (remix)

## Ngày lưu diễn
| Ngày                     | Thành phố             | Quốc gia  | Địa điểm                                  | Khán giả | Doanh thu |
| Châu Á                   | Châu Á                | Châu Á    | Châu Á                                    | Châu Á   | Châu Á    |
| ------------------------ | --------------------- | --------- | ----------------------------------------- | -------- | --------- |
| Ngày 25 tháng 1 năm 2025 | Seoul                 | Hàn Quốc  | Nhà thi đấu Thể dục dụng cụ Olympic       | 20,000   |           |
| Ngày 26 tháng 1 năm 2025 | Seoul                 | Hàn Quốc  | Nhà thi đấu Thể dục dụng cụ Olympic       | 20,000   |           |
| Bắc Mỹ                   |                       |           |                                           |          |           |
| Ngày 28 tháng 2 năm 2025 | Newark                | Hoa Kỳ    | Trung tâm Prudential                      |          |           |
| Ngày 02 tháng 3 năm 2025 | Los Angeles           | Hoa Kỳ    | Kia Forum                                 |          |           |
| Châu Á                   |                       |           |                                           |          |           |
| Ngày 14 tháng 3 năm 2025 | Yokohama              | Nhật Bản  | Đấu Trường Pia MM                         | 30,000   |           |
| Ngày 15 tháng 3 năm 2025 | Yokohama              | Nhật Bản  | Đấu Trường Pia MM                         | 30,000   |           |
| Ngày 16 tháng 3 năm 2025 | Yokohama              | Nhật Bản  | Đấu Trường Pia MM                         | 30,000   |           |
| Ngày 22 tháng 3 năm 2025 | Nagoya                | Nhật Bản  | Nhà triển lãm Port Messe Nagoya 1         | 24,000   |           |
| Ngày 23 tháng 3 năm 2025 | Nagoya                | Nhật Bản  | Nhà triển lãm Port Messe Nagoya 1         | 24,000   |           |
| Ngày 03 tháng 4 năm 2025 | Osaka                 | Nhật Bản  | Đấu trường Asue Osaka                     | 20,000   |           |
| Ngày 04 tháng 4 năm 2025 | Osaka                 | Nhật Bản  | Đấu trường Asue Osaka                     | 20,000   |           |
| Ngày 11 tháng 4 năm 2025 | Yokohama              | Nhật Bản  | Nhà thi đấu K-Arena Yokohama              | 55,000   |           |
| Ngày 12 tháng 4 năm 2025 | Yokohama              | Nhật Bản  | Nhà thi đấu K-Arena Yokohama              | 55,000   |           |
| Ngày 13 tháng 4 năm 2025 | Yokohama              | Nhật Bản  | Nhà thi đấu K-Arena Yokohama              | 55,000   |           |
| Ngày 19 tháng 4 năm 2025 | Fukuoka               | Nhật Bản  | Trung tâm Hội nghị Fukuoka                |          |           |
| Ngày 20 tháng 4 năm 2025 | Fukuoka               | Nhật Bản  | Trung tâm Hội nghị Fukuoka                |          |           |
| Ngày 17 tháng 5 năm 2025 | Singapore             | Singapore | Sân vận động trong nhà Singapore          |          |           |
| Ngày 24 tháng 5 năm 2025 | Hồng Kông             | Hồng Kông | Nhà thi đấu Quốc tế Á Châu                |          |           |
| Ngày 25 tháng 5 năm 2025 | Hồng Kông             | Hồng Kông | Nhà thi đấu Quốc tế Á Châu                |          |           |
| Ngày 31 tháng 5 năm 2025 | Thành phố Hồ Chí Minh | Việt Nam  | Trung tâm triển lãm và hội nghị Sài Gòn   |          |           |
| Ngày 07 tháng 6 năm 2025 | Băng Cốc              | Thái Lan  | Nhà thi đấu Impact                        |          |           |
| Ngày 08 tháng 6 năm 2025 | Băng Cốc              | Thái Lan  | Nhà thi đấu Impact                        |          |           |
| Ngày 14 tháng 6 năm 2025 | Jakarta               | Indonesia | Trung tâm hội nghị và triển lãm Indonesia |          |           |
| Ngày 21 tháng 6 năm 2025 | Kuala Lumpur          | Malaysia  | Nhà thi đấu Axiata                        |          |           |
| Ngày 28 tháng 6 năm 2025 | Đài Bắc               | Đài Loan  | Nhà thi đấu Lâm Khẩu                      |          |           |
| Ngày 29 tháng 6 năm 2025 | Đài Bắc               | Đài Loan  | Nhà thi đấu Lâm Khẩu                      |          |           |
| Bắc Mỹ                   |                       |           |                                           |          |           |
| Ngày 30 tháng 8 năm 2025 | Toronto               | Canada    | Nhà thi đấu Scotiabank                    |          |           |
| Ngày 02 tháng 9 năm 2025 | Rosemont              | Hoa Kỳ    | Nhà thi đấu Allstate                      |          |           |
| Ngày 05 tháng 9 năm 2025 | Atlanta               | Hoa Kỳ    | Nhà thi đấu State Farm                    |          |           |
| Ngày 07 tháng 9 năm 2025 | Fort Worth            | Hoa Kỳ    | Nhà thi đấu Dickies                       |          |           |
| Ngày 10 tháng 9 năm 2025 | Oakland               | Hoa Kỳ    | Nhà thi đấu Oakland                       |          |           |
| Ngày 12 tháng 9 năm 2025 | Seattle               | Hoa Kỳ    | Nhà thi đấu Climate Pledge                |          |           |
| Tổng cộng                | Tổng cộng             | Tổng cộng | Tổng cộng                                 | N/A      |           |